# Prospalta diversisigna
Prospalta diversisigna là một loài bướm đêm trong họ Noctuidae.